# (33795) 1999 TR6
1999 تي أر 6 (ويعرف أيضًا باسم (33795) 1999 تي أر 6 وفق تسمية الكوكب الصغير) (بالإنجليزية: 1999 TR6)‏ هو كويكب ضمن حزام الكويكبات؛ وترتيبه 33795 من حيث الاكتشاف.
اكتُشف هذا الجُرم الفلكي بواسطة كورادو كورليفيتش في 6 أكتوبر 1999.

## وصلات خارجية
- (33795) 1999 TR6 في قاعدة بيانات مختبر الدفع النفاث لأجرام النظام الشمسي الصغيرة

- الاكتشاف · مخطط المدار ·  العناصر المدارية · المعلمات المادية

- (33795) 1999 TR6 على موقع ويكي سكاي: DSS2, SDSS, GALEX, IRAS, Hydrogen α, X-Ray, Astrophoto, Sky Map, Articles and images